# Marilyn Neufville
Marilyn Fay Neufville (Hectors River, 16 novembre 1952) è un'ex velocista giamaicana naturalizzata britannica, specializzata nei 400 metri piani. Nacque in Giamaica, ma si trasferì nel Regno Unito all'età di otto anni.

## Biografia
La prima apparizione di Neufville in una competizione internazionale risale al settembre 1969, quando corse la staffetta 4×400 metri durante un meeting tra Regno Unito e Germania Ovest. Nel marzo 1970 prese parte ai campionati europei indoor di Vienna, conquistando la medaglia d'oro nei 400 metri piani e facendo registrare il nuovo record del mondo al coperto.
Nell'estate del 1970, prima dei Giochi del Commonwealth Britannico Neufville decise di rappresentare la Giamaica, suo paese natale, abbandonando la nazionale britannica. Questa scelta suscitò diverse polemiche da parte del pubblico inglese, che considerava questo passaggio come un tradimento alla nazione in cui l'atleta aveva vissuto metà della sua vita.
Ai Giochi del Commonwealth Britannico di Edimburgo conquistò la medaglia d'oro nei 400 metri piani e fece registrare un nuovo record mondiale, questa volta all'aperto, all'età di soli diciassette anni, rendendola la prima donna giamaicana ad infrangere un record mondiale, mentre arrivò quinta nella staffetta 4×400 metri.
Sempre con la staffetta, nel 1971 vinse la medaglia di bronzo ai Giochi panamericani di Cali, in Colombia, e conquistò la medaglia d'oro nei 400 metri piani. Appena un mese prima fu anche medaglia d'oro ai Campionati centroamericani e caraibici di atletica leggera, con un tempo che era il nuovo record della manifestazione.
Nel 1970 e 1971 venne nominata atleta giamaicana dell'anno e nel 1974 arrivò sesta nei 400 metri piani ai Giochi del Commonwealth Britannico di Christchurch, in Nuova Zelanda.

## Record nazionali

### Britannici
- 400 metri piani indoor: 53"01  ( Vienna, marzo 1971)

### Giamaicani
- 400 metri piani: 51"02  ( Edimburgo, 23 luglio 1970)

## Palmarès
| Anno        | Manifestazione                     | Sede         | Evento                | Risultato   | Prestazione | Note                  |
| Regno Unito | Regno Unito                        | Regno Unito  | Regno Unito           | Regno Unito | Regno Unito | Regno Unito           |
| ----------- | ---------------------------------- | ------------ | --------------------- | ----------- | ----------- | --------------------- |
| 1970        | Europei indoor                     | Vienna       | 400 metri piani       | Oro         | 53"01       | Record mondiale       |
| Giamaica    |                                    |              |                       |             |             |                       |
| 1970        | Giochi del Commonwealth Britannico | Edimburgo    | 400 metri piani       | Oro         | 51"02       | Record mondiale       |
| 1970        | Giochi del Commonwealth Britannico | Edimburgo    | Staffetta 4×400 metri | 5ª          |             |                       |
| 1971        | Campionati CAC                     | Kingston     | 400 metri piani       | Oro         | 53"5        | Record dei campionati |
| 1971        | Giochi panamericani                | Cali         | 400 metri piani       | Oro         | 52"34       |                       |
| 1971        | Giochi panamericani                | Cali         | Staffetta 4×400 metri | Bronzo      | 3'34"05     |                       |
| 1974        | Giochi del Commonwealth Britannico | Christchurch | 400 metri piani       | 6ª          |             |                       |